# Jim Clark (montatore)
James Clark, detto Jim (Boston, 24 maggio 1931 – Londra, 25 febbraio 2016), è stato un montatore e regista britannico, vincitore dell'Oscar per il film Urla del silenzio nel 1985 e di 2 BAFTA.
Attivo dalla fine degli anni cinquanta, è stato talvolta accreditato come James Clark: nel 2005 gli è stato assegnato l'ACE alla carriera.

## Filmografia parziale
- L'erba del vicino è sempre più verde (The Grass Is Greener), regia di Stanley Donen (1960)
- Sciarada (Charade), regia di Stanley Donen (1963)
- Il fratello più furbo di Sherlock Holmes (The Adventure of Sherlock Holmes's Smarter Brother), regia di Gene Wilder (1975)
- Il maratoneta (Marathon Man), regia di John Schlesinger (1976)
- Urla del silenzio (The Killing Fields), regia di Roland Joffé (1984)
- Mission (The Mission), regia di Roland Joffé (1986)
- Memphis Belle, regia di Michael Caton-Jones (1990)
- Nell, regia di Michael Apted (1994)
- Alla ricerca dello stregone (A Good Man in Africa), regia di Bruce Beresford (1994)
- La stanza di Marvin (Marvin's Room), regia di Jerry Zaks (1996)
- Il mondo non basta (The World Is Not Enough), regia di Michael Apted (1999)
- Colpevole d'omicidio (City by the Sea), regia di Michael Caton-Jones (2002)
- Il segreto di Vera Drake (Vera Drake), regia di Mike Leigh (2004)